# کوه استیل
کوه استیل (به انگلیسی: Mount Steel) یک قله و کوه در ایالات متحده آمریکا است که در واشینگتن واقع شده‌است. کوه استیل ۱٬۸۹۷٫۴ متر بالاتر از سطح دریا واقع شده‌است.